# Obština Banite
Obština Banite (bulharsky Община Баните) je bulharská jednotka územní samosprávy ve Smoljanské oblasti. Leží v jižním Bulharsku v severovýchodní části Západních Rodopů. Správním střediskem je ves Banite, kromě ní zahrnuje obština 19 vesnic. Žijí zde necelé 4 tisíce stálých obyvatel.

## Sídla
| - Banite (sídlo správy) - Bosilkovo - Davidkovo - Debeljanovo - Drjanka - Dve Topoli - Gălăbovo | - Glogino - Krăstatica - Malka Arda - Malko Kruševo - Orjachovec - Planinsko - Riben Dol | - Slivka - Stărnica - Trave - Vălčan Dol - Višnevo - Zagražden |

## Sousední obštiny
| Růžice kompasu | Lăki           | Asenovgrad | Černoočene | Růžice kompasu |
| Růžice kompasu | Sever          |            |            | Růžice kompasu |
| Růžice kompasu | Obština Banite |            |            | Růžice kompasu |
| Růžice kompasu | Jih            |            |            | Růžice kompasu |
| Růžice kompasu | Smoljan        | Madan      | Ardino     | Růžice kompasu |

## Obyvatelstvo
V obštině žije 3 837 stálých obyvatel a včetně přechodně hlášených obyvatel 4 638. Podle sčítáni 1. února 2011 bylo národnostní složení následující:
- Bulhaři: 4 170 (98.5 %)
- Turci: 19 (0.4 %)
- ostatní: 45 (1.1 %)